# 다이라노 도쿠시
타이라노 토쿠시/노리코(일본어: 平 徳子 たいら の とくし／のりこ[*], 1155년 - 1214년 1월 25일 (규안 2년 - 겐포 원년 12월 13일))는 일본의 제 80대 천황 타카쿠라 천황의 황후(중궁)이자, 여원이다. 여원호는 켄레이몬인(建礼門院)이다.
안토쿠 천황의 어머니 (국모)이다. 아버지는 타이라노 키요모리, 어머니는 타이라노 토키코이다. 이복형제로는 시게모리, 모토모리가 있고, 동복형제로는 무네모리, 토모모리, 시게히라가 있다.
키요모리와 고시라카와 법황의 정치적 협조를 위해, 타카쿠라 천황의 후궁에 입내하여, 제 1황자 토키히토 친왕 (훗날의 안토쿠 천황)을 낳았다. 안토쿠 천황의 즉위 후에는 국모가 되지만, 타카쿠라 상황과 키요모리가 연달아 사망하고, 키소 요시나카의 공격으로 수도에서 쫒겨간 단노우라 전투에서, 안토쿠 천황과 토키코는 물에 몸을 던졌고, 타이라씨 일문은 멸망했다. 토쿠시는 살아남아, 수도로 송환되었고, 그 후에 출가했고, 오오하라 쟛코인에서 안토쿠 천황과 일가의 명복을 빌며 살았다.
『헤이케모노가타리』 「灌頂巻」에서는 오오하라를 방문한 후, 고시라카와 법황에게 스스로의 인생을 이야기 해, 전권의 막을 닫는 역할이 되었다.

## 능ㆍ영묘

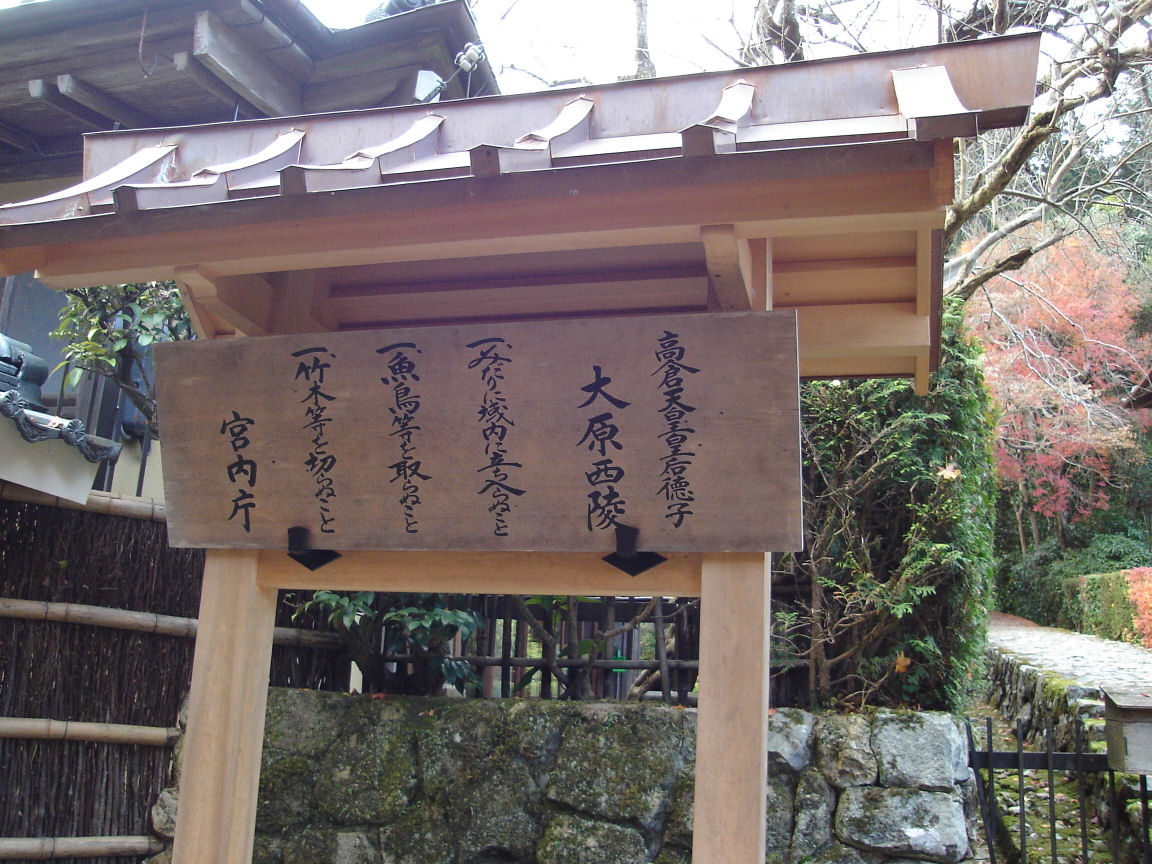
능묘 입구

능은 잣코인 인근에 있다 (궁내청 관할의 오오하라 서릉), 안토쿠 천황과 함께 각지의 수천궁에 모셔져 있다. 또한 교토부 교토시 히가시야마구에 있는 쵸라쿠지에도 묘가 있다.

## 갤러리

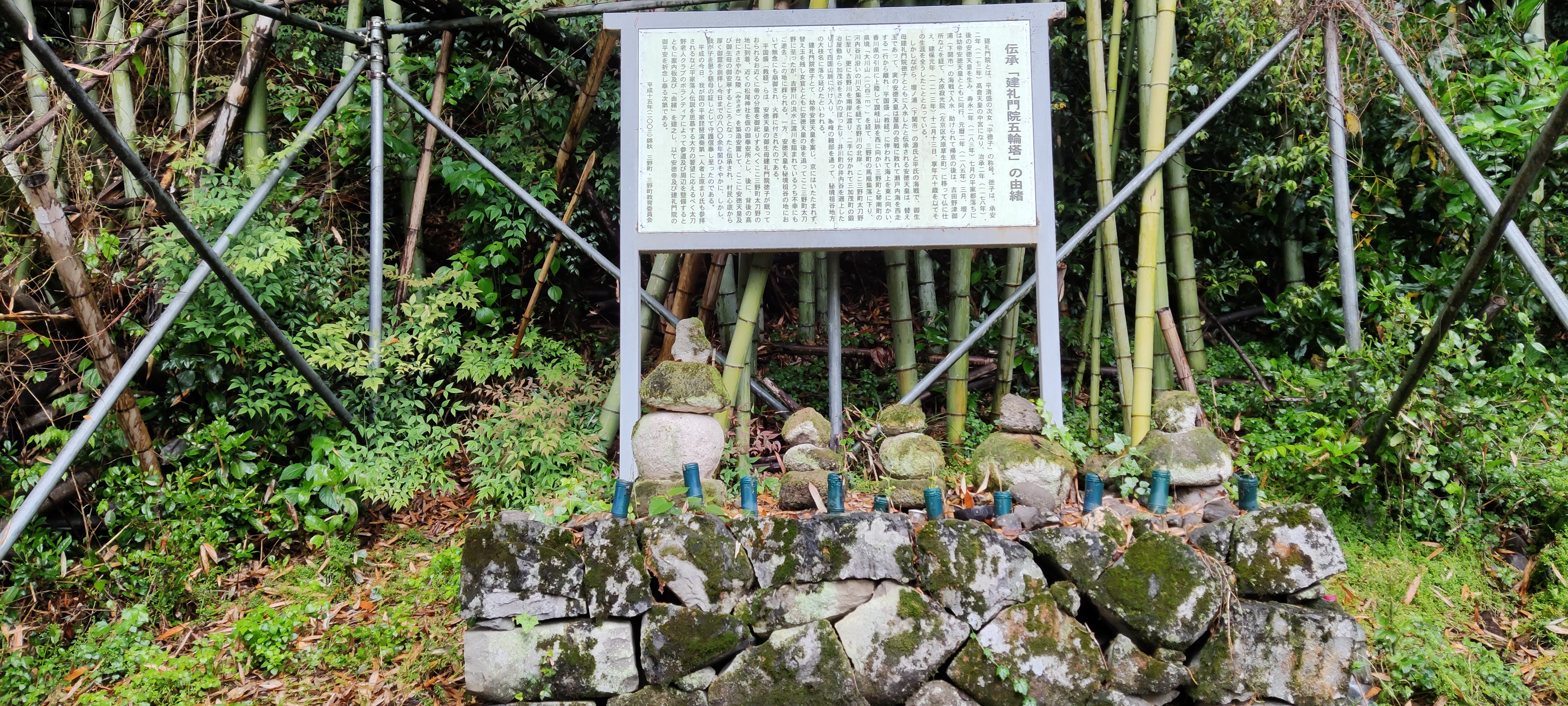
켄레이몬인 오륜탑 (미요시시) (도쿠시마현 미요시시 미노쵸 타치노야마 13)
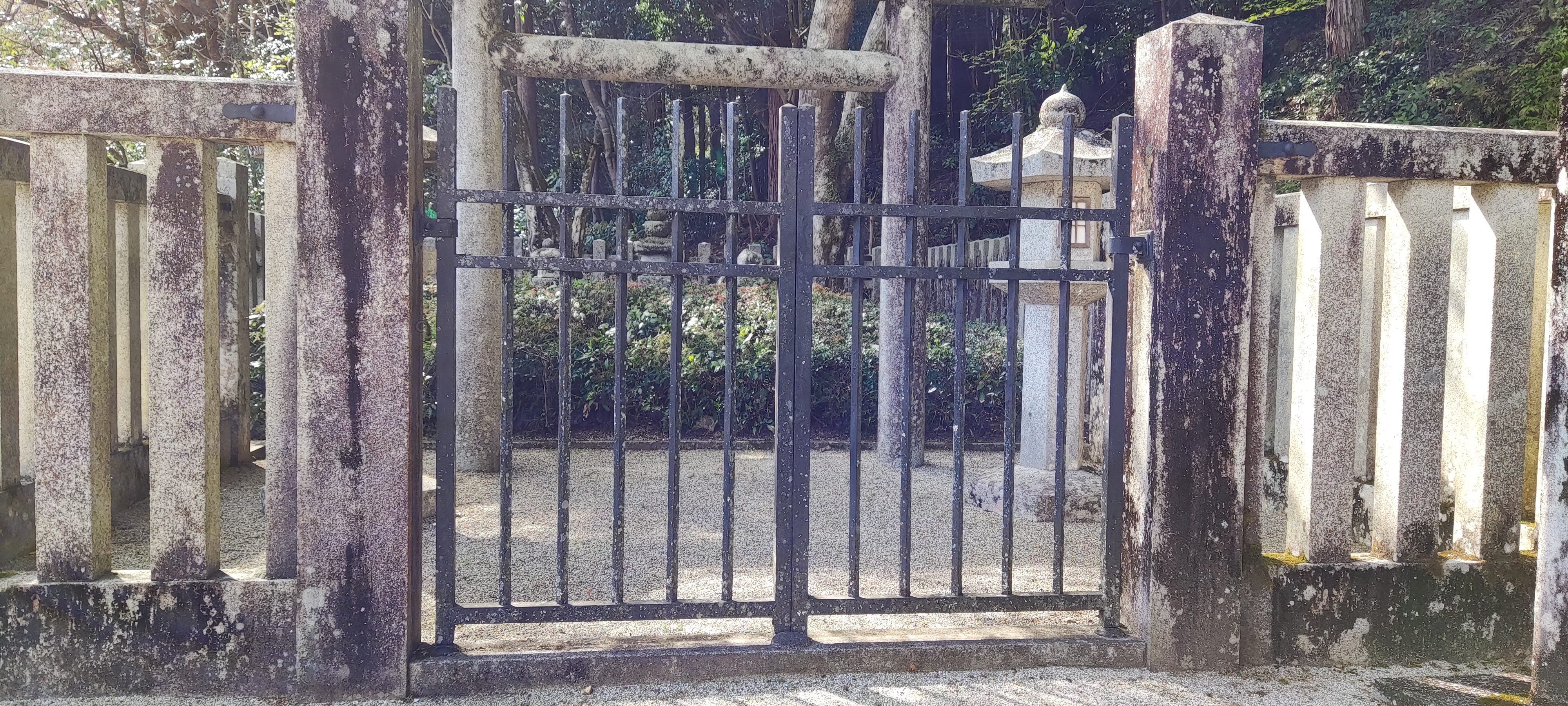
타카쿠라 천황 황후 토쿠시 오오하라 서릉 (쟛코인) (교토부 교토시 사쿄구 오오하라쿠사오쵸 9)
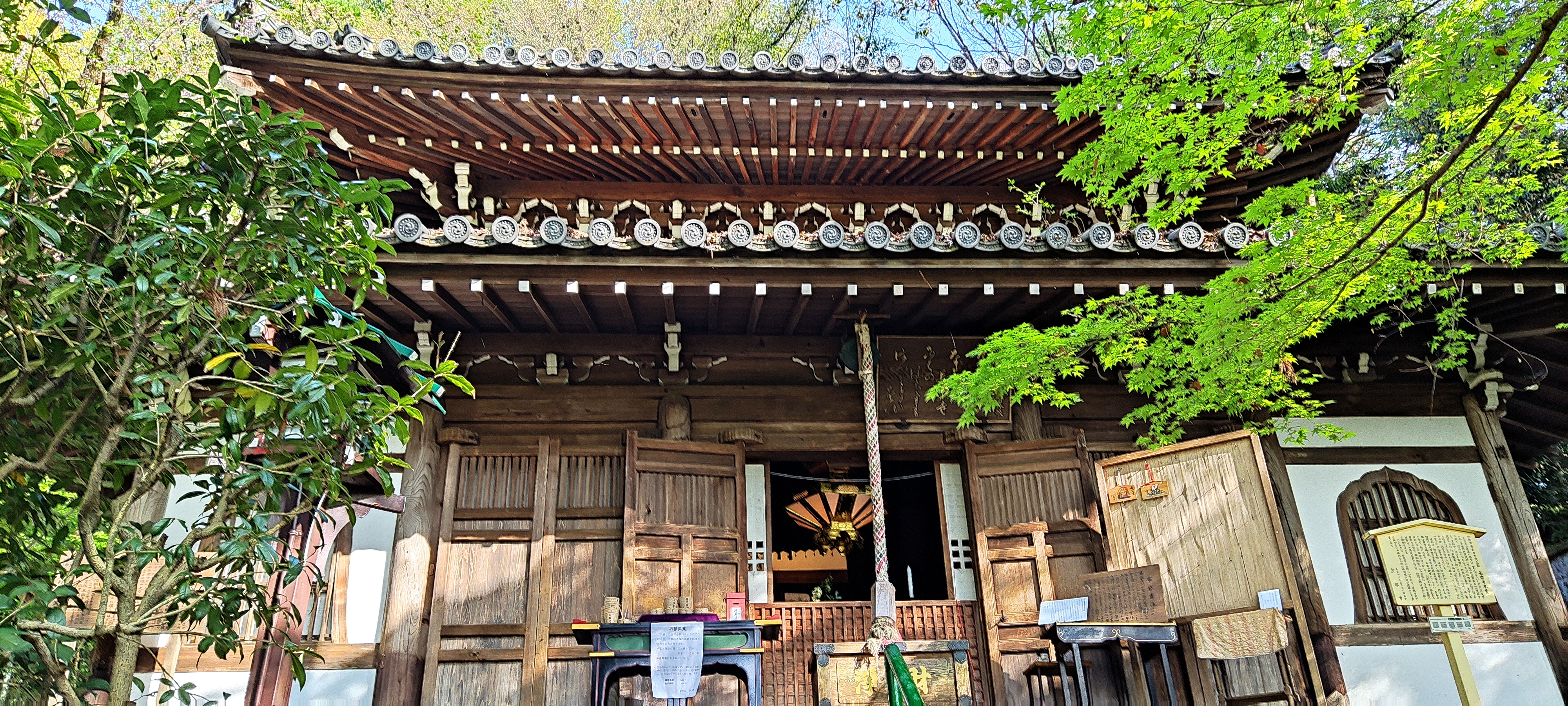
쵸라쿠지 상본당 (교토시) (교토부 교토시 히가시야마구 마루야마쵸 476)
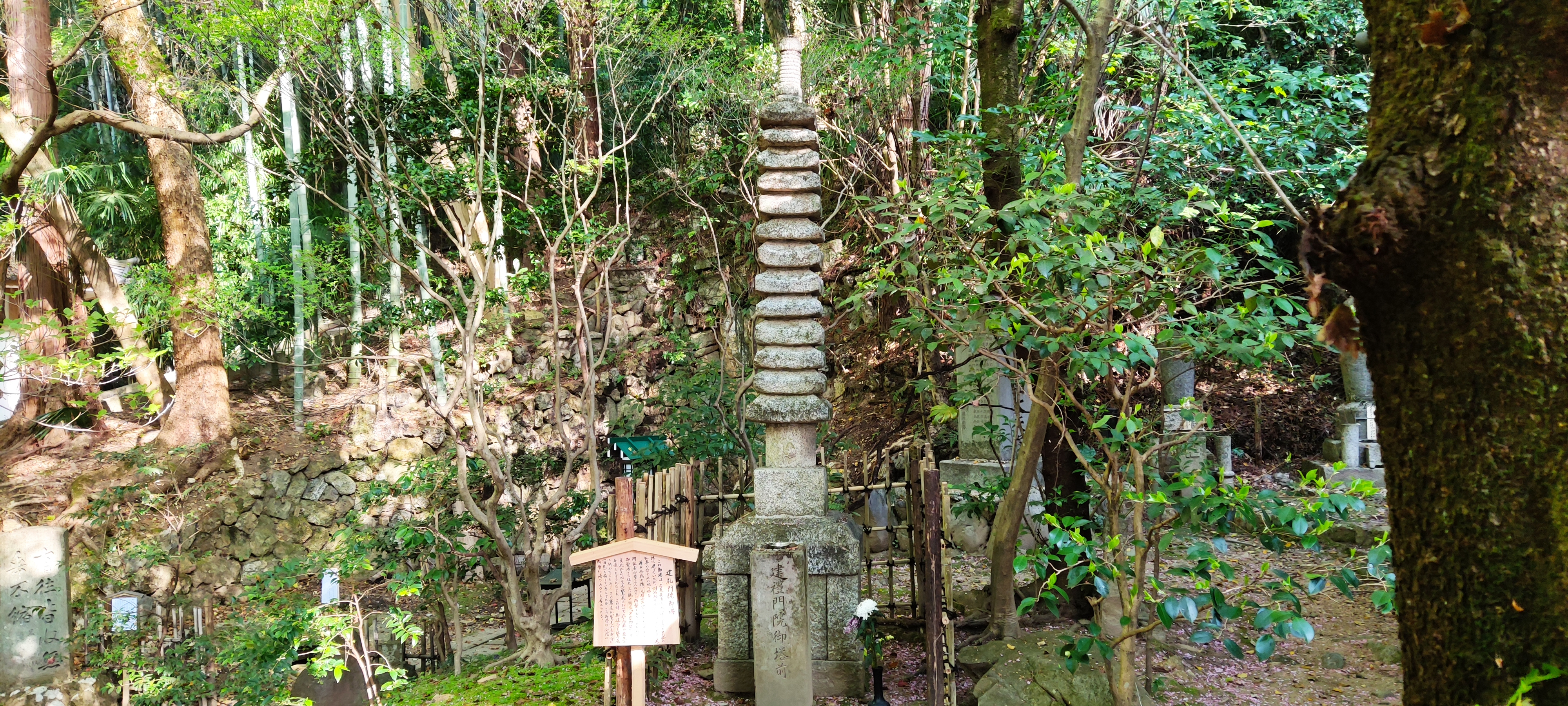
13층석답 켄레이몬인어탑 (쵸라쿠지) (상본당 옆, 타이라노 토쿠시 유발을 넣었다?)

## 같이 보기
- 오오하라고코(大原御幸)
- 쟛코인
- 헤이시 정권
- 미나모토노 요시츠네 - 단노우라 전투 후에 요시츠네가 토쿠시와 사통했다는 속설이 예로부터 존재하였고, "義経は 母をされたで 娘をし"라고 하는 센류도 있다 (요시츠네의 어머니 토키와 고젠은 헤이지의 난 후에 타이라노 키요모리의 측실이 되었다).
  - 겐페이세이스이키(源平盛衰記)
  - 단노우라노요루캇센기(壇ノ浦夜合戦記)
- 켄레이몬인 (소행성)
- 시바즈케 - 타이라노 토쿠시가 명명했다고 함

## 관련 작품
소설
- 나가이 미치코 『寂光院残照』

### 희곡
- 호죠 히데지 『建礼門院』

### 영화
- 『단노우라 요마쿠라 합전기(壇の浦夜枕合戦記)』 (1977년, 닛카츠 로망 포르노, 배우 와타나베 토쿠코)

### TV 드라마
- 『신 헤이케모노가타리』 (1972년, NHK대하드라마, 배우 사쿠마 요시코)
- 『다이라노 기요모리』 (2012년, NHK대하드라마, 배우 니카이도 후미)

### 애니메이션
- 『헤이케모노가타리』 (2022년, 후지테레비, 제작 - 사이언스 SARU, 감독 야마다 나오코, 성우 하야미 사오리)

### 만화
- 카와구치 카이지 『ジパング 深蒼海流』

### 악곡
- 미나미 하루오 『建礼門院徳子』
- 사쿠라유키 『六道の果て』 (작사 오구리 사쿠라, 작곡 이세 켄지)

## 참고문헌
- 사에키 신이치 『建礼門院という悲劇』 카도카와 학예출판 〈카도카와 선서〉, 2009년

- 쿠리야마 케이코 「二人の国母--建春門院滋子と建礼門院徳子（承前）」『문학』3 (5), 2002년

- 츠노다 분에이 『平家後抄　落日後の平家』 코단샤 〈코단샤 학술문고〉, 2000년